# Oligosoma
Oligosoma (лат.) — род ящериц из семейства сцинковых. Включает более 50 видов мелких и среднего размера сцинков, распространенных в Новой Зеландии.

## Описание
Длина тела без хвоста варьирует от 5 до 15 см, масса тела — от 2 до 130 г.
Образ жизни представителей данного рода разнообразен: встречаются наземные, древесные и роющие виды. Разные виды активны могут иметь дневную, ночную или сумеречную активность. Питаются преимущественно насекомыми и другими беспозвоночными, но могут также охотится на мелких пресмыкающихся. Многие виды поедают также ягоды, участвуя в распространении семян, и цветочный нектар. Роль этих сцинков в опылении цветов неизвестна.
Почти все виды живородящие, что обусловлено обитанием в холодном и умеренном климате. Самки рождают небольшое количество детёнышей не чаще чем раз в год. Исключением является яйцекладущий вид Oligosoma suteri, обитающий на галечных пляжах острова Северный с большей среднегодовой температурой.

## Распространение
Практически эндемичный для Новой Зеландии род, единственный не новозеландский представитель представитель которого (Oligosoma lichenigera) обитает на островах Норфолк и Лорд-Хау.

## Виды
В настоящее время описано 54 вида этого рода:
- Oligosoma acrinasum
- Oligosoma aeneum
- Oligosoma alani
- Oligosoma albornense
- Oligosoma auroraense
- Oligosoma awakopaka
- Oligosoma burganae
- Oligosoma chloronoton
- Oligosoma elium
- Oligosoma fallai
- Oligosoma grande
- Oligosoma hardyi
- Oligosoma homalonotum
- Oligosoma hoparatea
- Oligosoma inconspicuum
- Oligosoma infrapunctatum
- Oligosoma judgei
- Oligosoma kahurangi
- Oligosoma kakerakau
- Oligosoma kokowai
- Oligosoma levidensum
- Oligosoma lichenigerum
- Oligosoma lineoocellatum
- Oligosoma longipes
- Oligosoma maccanni
- Oligosoma macgregori
- Oligosoma microlepis
- Oligosoma moco
- Oligosoma newmani
- Oligosoma nigriplantare
- Oligosoma northlandi
- Oligosoma notosaurus
- Oligosoma oliveri
- Oligosoma ornatum
- Oligosoma otagense
- Oligosoma pachysomaticum
- Oligosoma pikitanga
- Oligosoma polychroma
- Oligosoma prasinum
- Oligosoma repens
- Oligosoma robinsoni
- Oligosoma roimata
- Oligosoma salmo
- Oligosoma smithi
- Oligosoma stenotis
- Oligosoma striatum
- Oligosoma suteri
- Oligosoma taumakae
- Oligosoma tekekahu
- Oligosoma toka
- Oligosoma townsi
- Oligosoma waimatense
- Oligosoma zelandicum